# Museo nazionale di Serbia
Il Museo nazionale di Serbia (in serbo Народни музеј?, Narodni Muzej) è situato a Belgrado, in Serbia.
Fondato nel 1844 in Piazza della Repubblica (Trg Republike), contiene più di 400000 oggetti, tra cui anche molti capolavori provenienti dall'estero. Il 1º giugno 2003 è stato chiuso per poter effettuare opere di ammodernamento della struttura.

## Le collezioni

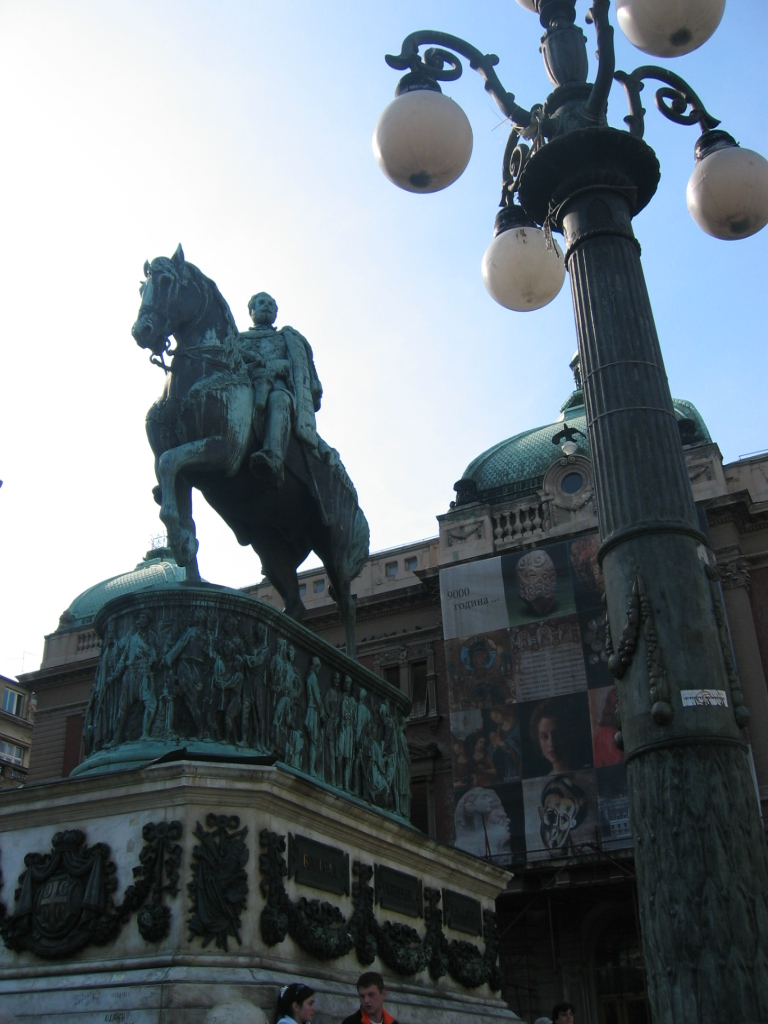

La collezione di disegni e stampe di artisti internazionali comprende 2446 oggetti, mentre quella dell'arte jugoslava e serba ne ha più di 6000, di cui 1700 sono dipinti di autori serbi dal XVIII al XIX secolo e 3000 sono dipinti del XX secolo. Quest'ultima collezione non include quella dell'arte serba medievale.
L'ultima acquisizione del museo è il quadro Ritratto di uomo di Amedeo Modigliani, donato da un anonimo collezionista serbo, il cui valore è stimato sui 25 milioni di euro. Il dipinto verrà inserito nella collezione del museo al termine della ricostruzione.
La collezione d'arte francese contiene pezzi rari di Matisse, Picasso, Renoir, Rouault, Degas e Cézanne. La maggior parte dei dipinti fu collezionato e donato dal Principe Paolo di Jugoslavia.
La collezione Slomovic è la più grande collezione d'arte francese dei Balcani e contiene i dipinti reperiti da Erih Slomovic, un cittadino di Belgrado che, grazie alla collaborazione con Ambroise Vollard, ne raccolse circa 600.

### Numismatica
La collezione di numismatica possiede più di 300.000 reperti tra monete, medaglie, anelli e sigilli. È divisa in dieci sottosezioni che partono dal V-VI secolo a.C., e comprende anche monete risalenti a Filippo il Macedone e Alessandro Magno.

### Collezioni d'arte

#### Collezione d'arte francese

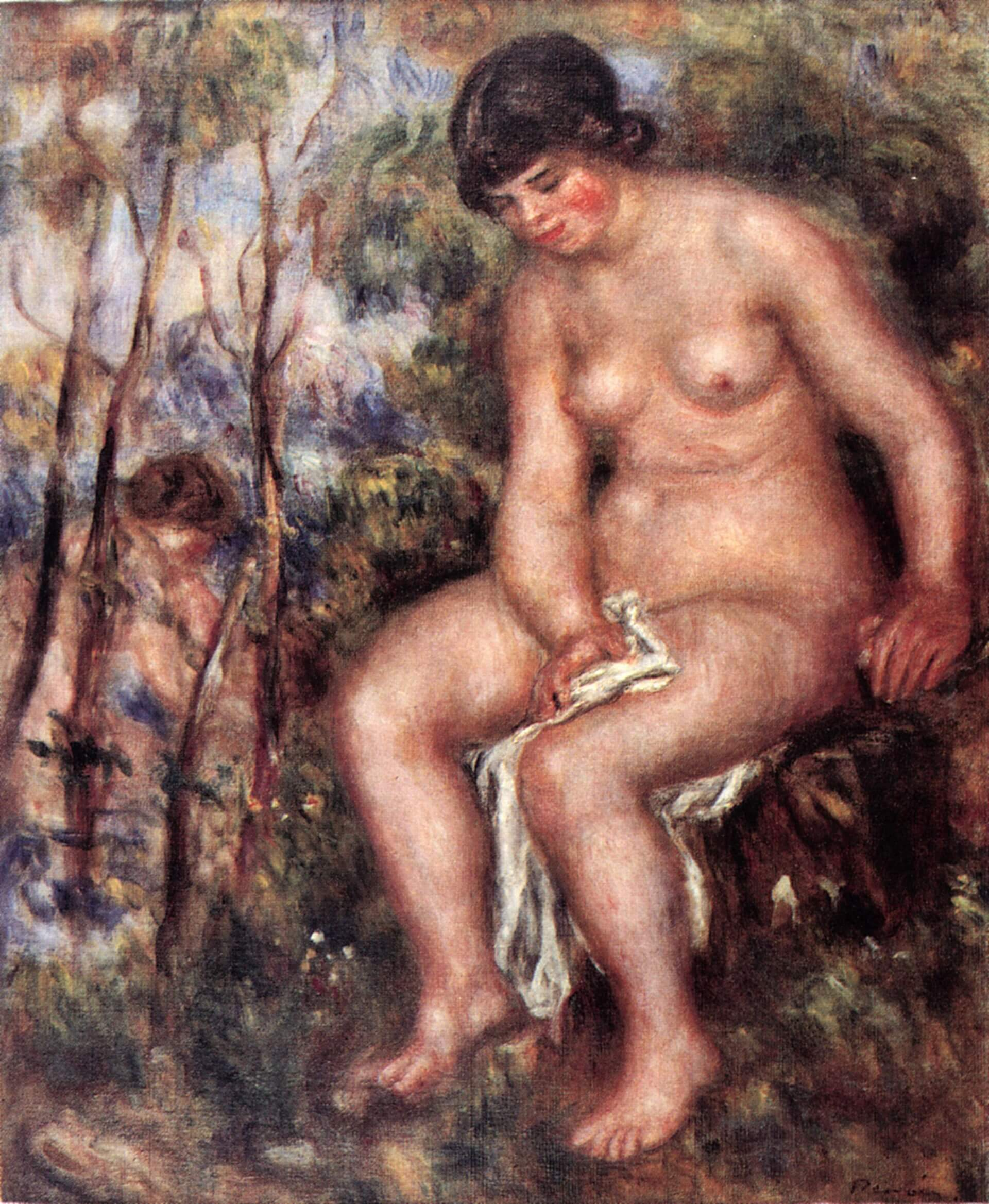
Pierre-Auguste Renoir, "Nude"

La collezione d'arte francese consiste in più di 250 dipinti dal XVI al XX secolo. Tra gli autori troviamo Paul Gauguin, Pierre-Auguste Renoir, Hubert Robert, Henri de Toulouse-Lautrec, Henri Matisse, Claude Monet, Paul Cézanne, Edgar Degas, Jean-Baptiste-Camille Corot, Paul Signac, Maurice Utrillo, Ambroise Vollard, Sébastien Bourdon, Auguste Rodin, Eugène Boudin, Georges Rouault, Pierre Bonnard, Camille Pissarro, Jacques Callot, Odilon Redon, Honoré Daumier, Gustave Moreau, Honoré Daumier, Charles-François Daubigny, Eugène Carrière, Maurice de Vlaminck, Édouard Vuillard, André Derain, Raoul Dufy, Suzanne Valadon, Eugène Fromentin, Émile Bernard, Jean-Louis Forain, Jean Cocteau, Rosa Bonheur, Marie Laurencin, Eugène Carrière e Georges Dufrénoy.

#### Collezione d'arte italiana
La collezione d'arte italiana comprende più di 230 opere d'arte dal XIV al XVIII secolo. Tra gli autori vi sono Tiziano, Tintoretto, Domenico Veneziano, Paolo Veronese, Palma il Vecchio, Caravaggio, Canaletto, Alessandro Magnasco, Vittore Carpaccio, Francesco Solimena, Lorenzo di Credi, Spinello Aretino, Luca Cambiaso, Francesco Guardi, Bernardo Strozzi, Francesco Bassano, Giovanni Battista Piranesi, Giovanni di Paolo, Giulio Carpioni e Girolamo Muziano.

#### Collezione d'arte olandese e fiamminga
La collezione d'arte olandese e fiamminga consiste in più di 120 dipinti realizzati da Hieronymus Bosch, Vincent van Gogh, Jan van Goyen, Rembrandt, Peter Paul Rubens, Frans van Mieris il Vecchio, Joachim Wtewael, Willem van Aelst, Jan Toorop, Aelbert Cuyp, Jan Brueghel il Giovane, Adriaen van Utrecht, Joos van Cleve, Johan Jongkind, Piet Mondrian, Carel Willink, Kees van Dongen e Allart van Everdingen

#### Collezione d'arte giapponese
La collezione d'arte giapponese possiede 82 opere, comprese 36 stampe artistiche appartenenti al genere Ukiyo-e. Nella collezione sono presenti opere di Kunisada, Toyokuni, Keisai Eisen, Hiroshige, Utamaro, Ginko Adaci, Tsuguharu Foujita, Sosai Ikei, Jamamoto Souna e Sadahida Giokuran.

#### Altre collezioni d'arte
In altre collezioni sono presenti opere di Vasilij Vasil'evič Kandinskij, Albrecht Dürer, Mary Cassatt, Charles Conder, Alfred Sisley, Gustav Klimt, El Lissitzky, Marc Chagall, Aegidius Sadeler, Vladimir Borovikovskij e Burne Hogarth.

#### Collezione d'arte cubista
La collezione d'arte cubista contiene opere di Pablo Picasso, Paul Cézanne, Alexander Archipenko, Marie Laurencin e Robert Delaunay.

#### Collezione d'arte jugoslava e serba
La collezione d'arte jugoslava e serba comprende più di 6.000 opere realizzate tra il XVIII e il XX secolo. Tra gli autori compaiono Paja Jovanović, Stojan Aralica, Petar Lubarda, Milan Konjović, Uroš Predić, Đorđe Andrejević Kun, Nadežda Petrović, Petar Dobrović, Mića Popović, Maodus Mira e Sava Šumanović.
Esiste anche una collezione d'arte croata, che include 156 opere datate tra il 1850 ed il 1969.